# Гільєна
Гільєна (ісп. Guillena) — муніципалітет в Іспанії, у складі автономної спільноти Андалусія, у провінції Севілья. Населення — 11 456 осіб (2010).
Муніципалітет розташований на відстані близько 380 км на південний захід від Мадрида, 16 км на північ від Севільї.
На території муніципалітету розташовані такі населені пункти: (дані про населення за 2010 рік)
- Гільєна: 8394 особи
- Лас-Паханосас: 1495 осіб
- Торре-де-ла-Рейна: 1438 осіб
- Ель-Серрано: 129 осіб

## Демографія
Динаміка населення (INE ):